# HNK Đakovo-Croatia
HNK Đakovo-Croatia je nogometni klub iz Đakova.
U sezoni 2020./21. se natječe u 3. HNL – Istok., a 2. sastav natječe se u 3. ŽNL Osječko-baranjskoj. 

## Povijest
Klub je nastao 2012. godine spajanjem dvaju đakovačkih klubova Croatije i Đakova.